# Замок Беллімор

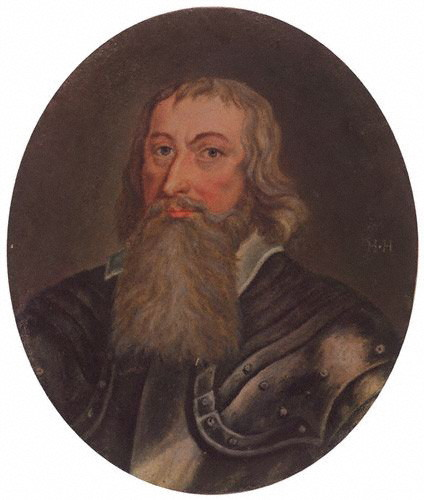
Улік Берк — І маркіз Кланрікард.

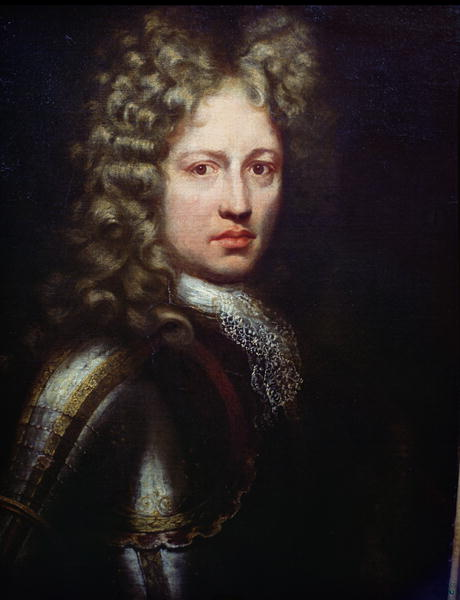
Патрік Сарсфілд — І граф Лукан.

Замок Беллімор (англ. Ballymore Castle, ірл. Baile Mór Shíol Anmchadha — замок Балламор, замок Бале Мор Шол Анмахада (в перекладі з ірландської — «Замок Великого Міста») — один із замків Ірландії, знаходиться в місті Лоуренстаун (ірл. Baile Mór Shíol Anmchadha) — в графстві Ґолвей.

## Історія замку Беллімор
Замок Беллімор був збудований Джоном Лоуренсом у 1585 році на землі, якою він володів завдяки шлюбу з дочкою О'Меддена — лорда Лонгфорда. У 1603 році старший син Джона Лоуренса — Волтер Лоуренс одружився з Сесілією Мур — онучкою Річарда Берка, ІІ графа Кланрікард. Замок був зруйнований під час чергової війни в Ірландії, які тривали фактично безперервно. Потім замок був відновлений у 1620 році сином Джона Лоренса — Волтером. Волтер Лоуренс також збудував у замку пам'яткий камін з мармуру в верхній частині замку і лишив на ньому напис зі своїми ініціалами і датою — W.L. 1620.
Його нащадок — Джон Лоуренс Молодший був позбавлений власності Кромвелем у 1641 році за те, що Джон Лоуренс Молодший підтримував роялістів під час громадянської війни на Британських островах (так званої «Війни Трьох Королівств»). Джон Лоуренс Молодший був у складі армії Уліка Берка (ірл. — Ulick Burke) — І маркіза Кланрікард. Замок, землі та маєтки перейшли до сера Томаса Ньюкомена. Він здав замок в оренду його колишнім власникам — клану Лоренс. Після його смерті замок отримав у власність Ніколас К'юсак з К'юшинстауна, що в графстві Міт, що потім продав свої володіння Джону Ейру у 1720 році.
Під час війни так званої «Війни Вільяма» — війни ірландських якобітів Патрік Сарсфілд — І граф Лукан надіслав Уліка Берка — І віконта Ґалвей захопити замок Баллімор. На початку червня 1691 року Улік Берк з 1200 солдатів оборонялися в замку і в укріпленнях на березі озера Лох-Севді. Невеликий загін зайняв замок Баллімор і тримав оборону. Його атакував загін де Гілкелля. Сержан і його невеликий загін чинили шалений опір, але замок був взятий штурмом. Захисники були захоплені в полон і за наказом де Гінкеля були повішені на мурах замку.
Інші оборонні укріплення були оточені з усіх боків і були піддані артилерійському обстрілу, були атаковані з суші і з води. Полковник Улік капітулював. Де Гінкелл залишався в замку Баллімор ще протягом 10 днів, щоб підготувати свій загін до участі в битві під Атлон.
Родина Сеймур поселилася в цьому замку десь близько 1700 року. У 1815 році замок був перебудований і до замку був добудований великий особняк. Томас Сеймур купив замок і землі навколо нього в 1824 році. Він був одружений з Матильдою Маргарет Лоуренс. Їхній син — комісар поліції Квінсленда Девід Томпсон Сеймур народився в замку Баллімор в листопаді 1831 року. Клан Сеймур лишався володарем замку до початку ХХІ століття. Місіс Хейл — родичка Сеймурів, успадкувала володіння, більша частина яких була викуплена Ірландською Земельною Комісією. Замок був зданий в оренду сім'ї Сміт та майору Белессі, що був відомий своєю поганою репутацією.
Родина Белессі переїхала в замок Беллімор у 1948 році з фіктивним запевненням, що гроші були затримані в результаті переказу з Англії. Майор Белессі отримав кредити від багатьох власників та фермерів в околиці. Пройшов час, але борги він не повертав. Помітили, що машина Белессі часто полишала замок вночі і верталась вранці. На основі цього виникли підозри. Потім виявилось, що в замку пропало срібло. Майор Белессі був заарештований і потрапив до тюрми. Родина Белессі залишила замок після того як отримала якусь фінансову допомогу від місцевих священиків. Місіс Хейл повернулась і заплатила частину боргів майора Белессі для відновлення чесного імені замку Беллімор. Після цього замок був проданий разом з оточуючими землями Джо Нотону за 9 000 фунтів стерлінгів. Його родичі досі володіють замком Беллімор.
Одна з порід коней буланої масті називається «Замок Беллімор».